# Czechohrad
Czechohrad (ukr. Чехоград) – wieś na Ukrainie, w obwodzie zaporoskim, w rejonie melitopolskim, w hromadzie Semeniwka. W 2001 liczyła 1180 mieszkańców, spośród których 155 wskazało jako ojczysty język ukraiński, 843 rosyjski, a 182 inny.
W latach 1946-2023 miejscowość nosiła nazwę Nowhorodkiwka.